# Pseudanophthalmus packardi
Pseudanophthalmus packardi är en skalbaggsart som beskrevs av Barr. Pseudanophthalmus packardi ingår i släktet Pseudanophthalmus och familjen jordlöpare. Inga underarter finns listade i Catalogue of Life.